# 238e brigade d'artillerie de la Garde
La 238e brigade d'artillerie de la Garde (en russe : 238-я гвардейская артиллерийская бригада, abrégé en russe : 238 гв. абр) est une brigade d'artillerie des troupes de missiles et d'artillerie des forces terrestres russes (n° d'unité ?).
La brigade fait partie de la 8e armée de la Garde du district militaire sud, basée dans la ville de Korenovsk, dans le kraï de Krasnodar.

## Historique
La 238e brigade d'artillerie est créée le 3 juin 2020 dans la ville de Korenovsk, dans le kraï de Krasnodar.
Le 25 août 2023, par décret du Président de la fédération de Russie n° 634, la brigade reçoit le titre honorifique « de la Garde » à la suite de ses succès lors de l'invasion russe de l'Ukraine.
En décembre 2023, la brigade opère dans la région d'Horlivka.
Le 30 mars 2024, elle attaque le pont ferroviaire de Kourakhove, à l'ouest de Donetsk.
En janvier-avril 2024, la brigade combat en direction de Krasnohorivka et Heorhiivka à l'ouest de Donetsk,,.